# Беляков, Александр Васильевич (подпольщик)
Алекса́ндр Васи́льевич Беляко́в (1922, г. Ржев, Тверской губернии — 31 марта 1942, г. Ржев, Калининской области) — командир Красной Армии, лейтенант, один из активистов и идеологов подпольной антифашистской организации, действовавшей в оккупированном Ржеве в период с 1941 по 1942 год.

## Биография
Родился Александр в городе Ржеве, в бедной рабочей семье. Очень рано потерял родителей. Отец его был убит, мать умерла, и Александр с сестрой Тамарой росли в семье дяди — Михаила Белякова.
Учиться пошёл в среднюю школу № 4 города Ржева, сразу по окончании которой в 1940 году поступил в Калинковичское пехотное училище, в городе Калинковичи Белорусской ССР.
С началом войны Калинковичское пехотное училище было эвакуировано в город Рыбинск Ярославской области. Закончив ускоренные курсы, уже в конце июля 1941 года Беляков получает воинское звание лейтенанта и направляется на фронт, в расположение 20-й армии.
В октябре 1941 года с началом Вяземской операции в ходе Московской битвы 20-я армия оказалась в окружении и была разгромлена. Лейтенант Беляков, как и многие другие выжившие красноармейцы, попал в плен и был отправлен в лагерь для военнопленных в город Дорогобуж.
30 октября 1941 года в лагере вспыхнул мятеж, благодаря которому Александру удалось бежать.
В ноябре, под покровом ночи, Беляков прибыл в оккупированный Ржев и остановился на улице Фрунзе, д. 10, в доме тётки.
От своего приятеля Владимира Новожёнова Беляков узнал о существовании в городе подпольной антифашистской организации под руководством Алексея Петровича Телешева и в тот же день влился в её ряды.

### Подпольная деятельность
Первоначально в группе Телешева было всего десять человек, но в скором времени число его сторонников выросло до тридцати.
Среди них были: К. Дмитриев — бывший сотрудник НКВД, партизаны А. Колпашников и А. Виноградов, профессиональные разведчики Б. Лузин, М. Персиянцев, Л. Тимофеева и Т. Львова, секретарь горкома комсомола В. Гунчуков, ржевитяне К. Латышев, А. Жильцов, М. Соколов, а также бежавшие из плена красноармейцы В. Некрасов и В. Монякин.
Группа занималась сбором сведений о противнике, находящемся в оккупированном Ржеве.
Основой армейской разведки того времени была визуальная разведка, то есть, то что видел разведчик. Эти сведения суммировались в разведотделах штабов армий и шли в оперативные отделы для практического использования их в боевых действиях.
В группе Телешева для ведения визуальной разведки были достаточные возможности. Во-первых, сам Телешев, когда-то служил в разведбатальоне, во-вторых, у него были Новоженов, Персиянцев, Лузин, Тимофеева и Трепчукова, прошедшие курс обучения в разведотделах.
Внутри данной группы Беляков стал отвечать за координацию действии группы, за связь с советской разведкой. Несколько раз он переходил линию фронта и доставлял разведывательную информацию в Особые отделы НКВД дивизий и армий Калининского фронта, после чего возвращался обратно.
Кроме визуальной разведки подпольщики занимались саботажем: вырезали телефонные кабеля, портили автомобили, расклеивали листовки, сожгли биржу труда с документами, продовольственные склады, похищали оружие, боеприпасы и бланки паспортов, которыми снабжали военнопленных, бежавших с помощью подпольщиков из ржевского концлагеря.
Особенно большое значение для советской авиации имели световые сигналы, которыми подпольщики указывали вражеские объекты: склады с боеприпасами, штабы, дальнобойные артиллерийские установки.
Очень быстро бесстрашный и фанатичный лейтенант Красной Армии Александр Беляков завоевал авторитет в группе Телешева.
Зимой 1942 года Беляков получил в НКВД особое задание, подготовить специальную партизанскую группу, сформированную из подпольщиков, которая в случае начала наступления Красной Армии на Ржев должна была нанести удар по врагу с тыла.
По весне группа планировала обосноваться в сельской местности и используя похищенное на немецких складах оружие начать подготовку к боевым действиям, но планам подпольщиков не суждено было сбыться.

### Арест и казнь
26 марта 1942 года отчим Телешева Н. К. Еремеев рассказал о подпольной группе квартальному старосте, после чего был вызван к начальнику 2-го полицейского участка, где назвал всех известных ему подпольщиков.
В этот же день был арестован Алексей Телешев, на следующее утро пришли за Беляковым и другими участниками подполья. Еремеев водил по домам большую группу немцев и переводчика (за своё предательство Еремеев в 1946 году был приговорён к расстрелу).
Все арестованные были доставлены в ржевскую тюрьму и размещены в камере на третьем этаже. На допрос выходили по одному и обратно в камеру уже не возвращались.
Позже на стене камеры была обнаружена надпись, сделанная Александром Беляковым. Она была опубликована в газете «Советская Россия» 24 сентября 1958 года и в книге «Советские партизаны» (М., 1961, стр. 96). Надпись гласила:

«Я вынесу все нечеловеческие пытки. Клянусь вам своим комсомольским словом, мои дорогие товарищи. Буду молчать до конца. Молчите и вы. Начатое нами большое дело закончат наши товарищи».

Несмотря на жесточайшие пытки, ни Беляков, ни Телешев, ни Новожёнов ни в чём не признались. Остальные подпольщики тоже не назвали многих известных им участников сопротивления.
Утром 31 марта 1942 года по требованию квартальных старост на Советскую площадь пришли жители города. Недалеко от разрушенного памятника Ленину была сооружена виселица. В 11 часов под конвоем 3-х немецких офицеров и 33-х рядовых солдат привели приговоренных к казни. На руке у Белякова была вырезана звезда. Немецкий офицер объявил о поимке партизан, назвал их имена и прочитал приговор. Народ плакал. Первым повесили Алексея Телешева, затем Владимира Новожёнова. Александр Беляков руками пытался освободиться от петли и кричал, что таких, как они, много и всех не перевешают. Немецкий солдат прикладом автомата ударил его по рукам, и он повис. Тела повешенных не разрешали снимать три дня, затем их бросили в подвал разрушенного дома.
В тот же вечер в лесу, в пригороде Ржева были расстреляны другие активные подпольщики: К. Дмитриев, А. Жильцов, В. Некрасов, К. Латышев, Б. Лузин, Т. Львова, В. Монякин, М. Соколов и М. Персиянцев.
Руководство уцелевшими членами группы Телешева взял на себя командир Красной армии Изоиль Александрович Жижилкин, которого по доносу предателя-старосты в мае бросили в концлагерь, где он умер от тифа.
До середины лета 1942 года оставшиеся подпольщики этой группы вели активную борьбу с оккупантами. Многие из них были схвачены и расстреляны: И. Савков, Э. Соловьев, Н. Ломаков, В. Шитиков и другие.
Казни не только не пресекли антифашистскую борьбу, но и усилили её стократ. Немецким войскам так и не удалось выполнить стратегическую задачу — ударить со стороны Ржева по Москве.
В 1963 году героев-подпольщиков перезахоронили у обелиска Победы на Соборной горе. Указом Президиума Верховного Совета СССР от 10 мая 1965 года Алексей Петрович Телешев награждён орденом Отечественной войны I степени, Владимир Иванович Новожёнов и Александр Васильевич Беляков — орденами Отечественной войны II степени посмертно. Их именами названы улицы Ржева, установлены памятные плиты.

## Память

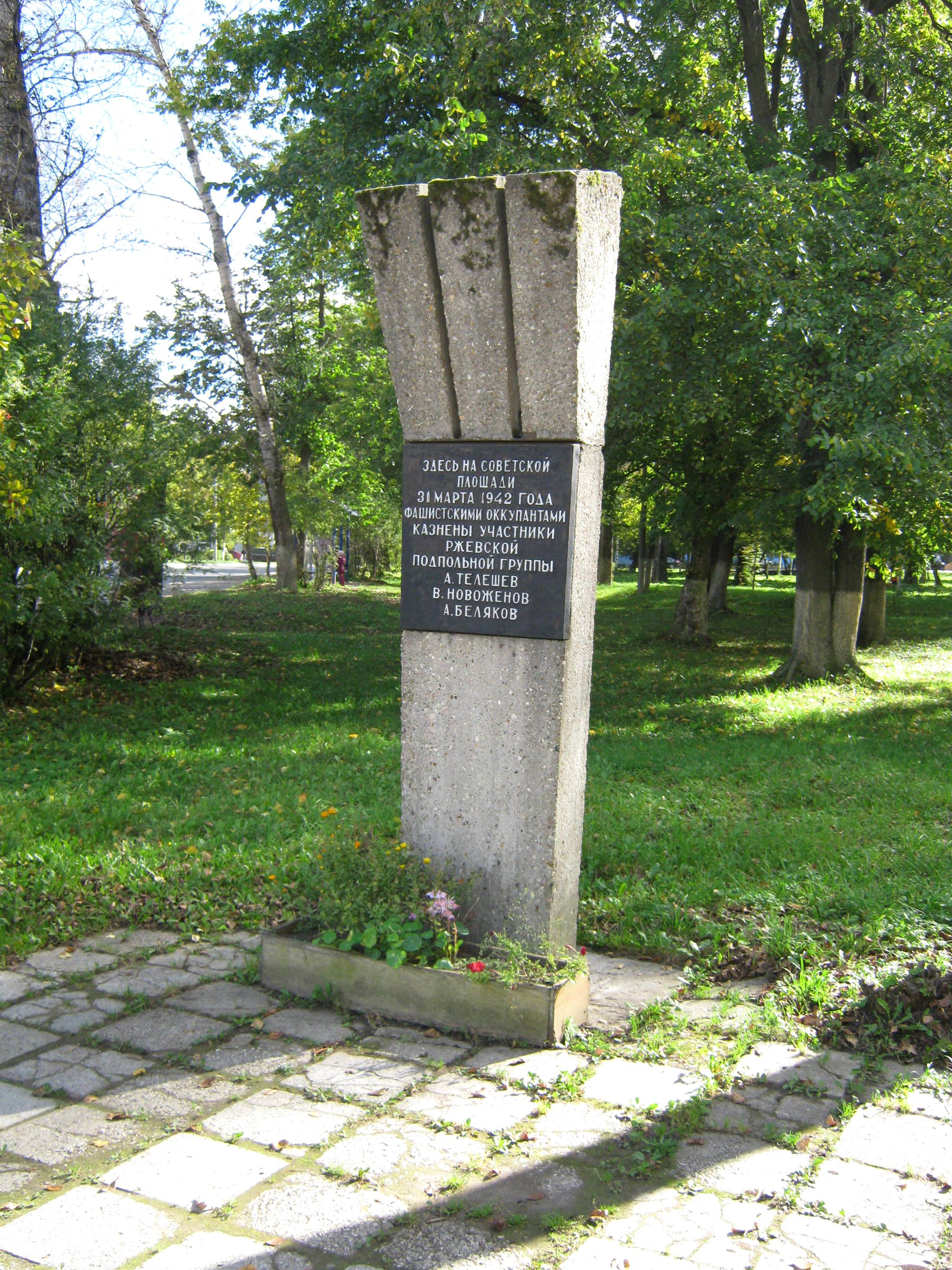
Стела на месте казни подпольщиков

- А. В. Беляков похоронен в центре Ржева, на «Кургане Славы» (Соборная гора), рядом с обелиском и вечным огнём, в братской могиле вместе с А. Телешевым и В. Новожёновым.
- На месте казни подпольщиков, на Советской площади установлена памятная стела, где перечислены имена казнённых.
- Также памятная стела в честь погибших комсомольцев — подпольщиков установлена в сквере по улице Грацинского (г. Ржев)[6].
- Именем А. В. Белякова назван переулок в микрорайоне Шихино города Ржева, установлена аннотационная доска (ныне пропала)[7].